# رزیدنت ایول: انقراض
رزیدنت ایول: انقراض (به انگلیسی: Resident Evil: Extinction) فیلمی در ژانر اکشن ترسناک به کارگردانی راسل مالکهی و به نویسندگی و تهیه‌کنندگی پل دبلیو. اس. اندرسون است. جرمی بولت، برند آیشینگر، ساموئل حدیدا و رابرت کالزر از دیگر تهیه‌کنندگان این فیلم هستند. این فیلم دنبالهٔ مستقیم رزیدنت ایول: آخرالزمان (۲۰۰۴) و سومین قسمت از سری فیلم‌های رزیدنت ایول است که بر اساس مجموعه بازی‌های ویدئویی ترس و بقا شرکت کپ‌کام، رزیدنت ایول ساخته شده است. داستان فیلم ماجراجویی آلیس را به همراه گروهی از بازماندگان از شهر راکون دنبال می‌کند، که سعی دارند در سراسر بیابان موهاوی به آلاسکا سفر کنند و از رستاخیز زامبی‌ها فرار کنند.
رزیدنت ایول: انقراض در ۲۰ سپتامبر ۲۰۰۷ در روسیه، ۲۱ سپتامبر ۲۰۰۷ در مکزیک و آمریکا و در ۱۲ اکتبر ۲۰۰۷ در بریتانیا منتشر شد. دنباله‌ای بر این فیلم با عنوان رزیدنت ایول: زندگی پس از مرگ در سال ۲۰۱۰ اکران شد.

## داستان
این فیلم در ادامه داستان رزیدنت ایول: آخرالزمان است. ویروس تی در بیشتر شهرها و کشورهای جهان شیوع یافته و جمعیت زیادی در سرتاسر دنیا به زامبی تبدیل شدند. آلیس که موفق به فرار از شهر راکون شده بود، در فکر یافتن مکانی بود که وبروس تی به آنجا نرسیده باشد. پس از مدتی او با کاروانی از بازماندگان مواجه می‌شود. رهبر این کاروان کلر ردفیلد (با بازی الی لارتر) و کارلوس اولیویرا (با بازی اودد فهر) هستند که مأموریت دارند، بازماندگان را به مکانی امن منتقل کنند. آلیس پس از مواجهه با این کاروان، به آنها برای یافتن مکانی امن کمک می‌کند. او متوجه می‌شود که آلاسکا هنوز به ویروس تی دچار نشده است. او در نهایت به کاروان کمک کرده تا به آلاسکا منتقل شوند اما خود وارد آزمایشگاه آمبرلا شده تا انتقام خود را از آن بگیرد. سرانجام او موفق می‌شود دکتر سم آیساکس را که اینک به یک هیولا تبدیل شده بود نابود کند.

## بازیگران
- میلا یوویچ در نقش آلیس
- الی لارتر در نقش کلر ردفیلد
- اودد فهر در نقش کارلوس اولیویرا
- ایان گلن در نقش دکتر سم آیساکس
- آشانتی در نقش پرستار بتی
- مایک اپس در نقش لوید جفرسون «ال.جی.» وید
- اسپنسر لاک در نقش کی-مارت
- جیسون اومارا در نقش آلبرت وسکر
- کریستوفر ایگن در نقش مایکی
- مادلین کارول در نقش ملکه سفید
- متیو مارزدن در نقش الکس اسلیتر
- لیندن اشبی در نقش چیس
- جو هرسلی[۶] در نقش آتو